# خليج الملك هاكون
خليج الملك هاكون (بالإنجليزية: King Haakon Bay)‏، هو مدخل على الساحل الجنوبي لجزيرة جورجيا الجنوبية، يبلغ طول المدخل 13 كم (8 أميال) وعرضه 4 كم (2.5 ميل). سمي المدخل على اسم ملك النرويج هاكون السابع من قبل كارل أنطون لارسن، مكتشف غريتفيكن.